# Oqtosh
Oqtosh (in russo Акташ, Aktaš) è il capoluogo del distretto di Narpay nella regione di Samarcanda, in Uzbekistan. Ha una popolazione (calcolata per il 2010) di 41.613 abitanti. La città si trova circa 30 km a ovest di Kattakurgan e 60 km a est di Navoiy.